# Liste von Rosengärten in Berlin
Die Liste von Rosengärten in Berlin enthält Rosengärten in Berlin, die eigenständig oder in Parks integriert sind. Um einige dieser Blumengärten anzuschauen, muss Eintritt für die gesamte Parkanlage gezahlt werden, beispielsweise im Britzer Garten oder in den Gärten der Welt.

## Liste
Legende:
- OT: Ortsteil, dabei bedeutet = AH=Alt-Hohenschönhausen, AT= Alt-Treptow, Br=Britz, Fh=Friedrichshain, Ga=Gatow, Gb=Gesundbrunnen, Gr=Grunewald, Ha=Hakenfelde, Kl=Kladow, Kr=Kreuzberg, Lifel= Lichterfelde, Mi=Mitte, Mf= Marienfelde, Mz=Marzahn, Ne=Neukölln, Nieds=Niederschönhausen, Sp=Spandau, Stegl=Steglitz, Tege=Tegel, Th=Tempelhof, Wanns=Wannsee, We=Wedding, Wd=Wilmersdorf, Weißs=Weißensee

| Bezirk                      | OT    | Name der Rosenanlage                         | Lage | Kurzdarstellung und Bild |
| --------------------------- | ----- | -------------------------------------------- | ---- | --- |
| Charlottenburg- Wilmersdorf | Gr    | Rosenrabatten im Garten der Villa Harteneck  | Lage | Die Rosenrabatten in dem formal angelegten Garten vor der 1911/12 erbauten Villa Harteneck begleiten randlich die Wege in einem streng gegliederten Rasenparterre. Gegenüber der Villa wurde als Abschluss des Gartens eine weiße Pergola mit einem Wasserbecken errichtet. Die Pergola bildet die Rankhilfen für zahlreiche Kletterrosen. Der in den 1970er Jahren verwilderte Garten wurde von 1981 bis 1985 wiederhergestellt. Der von der Fontanestraße aus frei zugängliche Rosengarten bildet zusammen mit dem sich anschließenden Englischen Landschaftsgarten der Villa ein eingetragenes Gartendenkmal. |
| Friedrichshain- Kreuzberg   | Fh    | Rosengarten                                  | Lage | Der Rosengarten wurde zusammen mit den Prachtbauten der damaligen Stalinallee (seit 1961 Karl-Marx-Allee) Anfang der 1950er Jahre angelegt. Einen Tag vor dem 17. Juni 1953 protestierten Bauarbeiter am Rosengarten, was am 17. Juni 1953 zu einem landesweiten Volksaufstand führte. Die Pergola wurde im Jahr 1979 aufgestellt. Die Blumenanlage wurde immer wieder neu angelegt, zuletzt in den Jahren 2015/16. Zum 50. Jahrestag des Aufstands wurde im Jahr 2003 an einer niedrigen Backsteinmauer eine Aluminiumtafel angebracht, die auf die Geschichte des Rosengartens hinweist. Folgendes steht auf der Tafel: „Wir wollen freie Menschen sein“ / Am Rosengarten begannen die Bauarbeiter am 16. Juni 1953 / ihren Protest gegen die Normerhöhung der SED-Regierung. / Ihre Aktion führte zum landesweiten Volksaufstand. |
| Friedrichshain- Kreuzberg   | Kr    | Rosengarten im Viktoriapark                  | Lage | Der Victoriapark samt einigen Blumenbeeten wurde zwischen den Jahren 1888 bis 1894 nach Plänen des Gartendirektors Hermann Mächtig angelegt. Im Zweiten Weltkrieg wurde der Park schwer beschädigt und in der Folgezeit mehrfach umgestaltet. Im Jahr 1983 entstand am Ein- und Ausgang der Methfesselstraße anstelle der ehemaligen Victoria-Terrassen ein Rosengarten. Die von Martin Schumann angelegten befestigten Beete sind seither mehr ein Staudengarten geworden. |
| Lichtenberg                 | AH    | Rosengarten im Oberseepark                   | Lage | Nach Plänen von Editha Bendig und Oskar Köster wurde Anfang der 1960er Jahre der Oberseepark neugestaltet. Dabei wurde in der Nähe des Wasserturms Hohenschönhausen ein abgeschirmter Rosengarten mit Sitznischen und Eingangspergola angelegt. |
| Marzahn- Hellersdorf        | Mz    | Rosengarten in den Gärten der Welt           | Lage | Auf einer Fläche von 2.500 m² sind sechs einzelne Rosenbeete in Form einer Rosenblüte angelegt. Dort wachsen 275 verschiedene Rosensorten, ca. 5.840 Rosen. Zur Internationalen Gartenausstellung 2017 wurde der Rosengarten neugestaltet, erweitert und im April 2017 neu eröffnet. |
| Mitte                       | Gb    | Rosengarten im Volkspark Humboldthain        | Lage | Zwischen der Brunnenstraße und der Humboldthöhe wurde der Humboldthain-Rosengarten angelegt. An dieser Stelle stand bis zum Ende des Zweiten Weltkriegs die Himmelfahrtkirche. Seit seiner Entstehung zählte der Rosengarten 15.000 Rosen. Das abgeschirmte Areal ist nach dem Vorbild italienischer Renaissancegärten angelegt, begrenzt durch Böschungen aus Hainbuchen und Rhododendren. Die Hecken aus Buchsbaum und Eiben sind geometrisch beschnitten. An den Wegkreuzungen sind Buchsbäume in Kugelform geschnitzt. An den Spalieren, die als Zugänge zum zentralen Rosenquartier dienen, ranken Kletterrosen. Außerdem gehören Zierkirschen und Kübelpflanzen dazu. Eine große mit Blauregen bewachsene Pergola befindet sich hinter einem Staudengarten am Übergang zur Humboldthöhe. Der Bildhauer Walter Schott hat im Jahr 1926 die Bronzeplastik Diana geschaffen, sie wurde im Jahr 1987 im Rosengarten aufgestellt. Ebenfalls befindet sich im Rosengarten ein kleiner Brunnen aus Biberfiguren.                                              |
| Mitte                       | Mi    | Rosengarten auf der Fischerinsel             | Lage | Der Rosengarten befindet sich an der Neuen Gertraudenbrücke. Mitten im Rosengarten steht die Skulptur Berliner Leichtigkeit von Siegfried Krepp. |
| Mitte                       | Mi    | Rosengarten im Luisenstädtischen Kanal       | Lage | Der Luisenstädtische Kanal entstand nach den Plänen des Gartenkünstlers Peter Joseph Lenné zwischen 1848 und 1852. Er war ein Verbindungskanal zwischen der Spree und dem Landwehrkanal. Zwischen den Jahren 1926 und 1929 wurde der Kanal zugeschüttet. Vom Jahr 1929 bis 1932 entstand nach den Plänen des Gartendirektors Erwin Barth der Rosengarten mit rahmenden Pergolen, die auch das anschließende Engelbecken umgaben. Nach der Wende wurde der Rosengarten im Jahr 1995 wieder neu angelegt, da dieser Bereich während der Existenz der Berliner Mauer nicht gepflegt worden war. Er erhielt die Grundstruktur nach Grabungsbefunden unter Verwendung neuer Bau- und Pflanzenmaterialien. Zuerst hieß der Rosengarten Indischer Garten. |
| Mitte                       | Mi    | Rosengarten im Volkspark am Weinbergsweg     | Lage | Der Rosengarten befindet sich auf dem Hügel des Parks. Dort wachsen verschiedene Strauch- und Stockrosen in gelben und unzähligen Rosa-Tönen. |
| Mitte                       | Tg    | Rosengarten im Großen Tiergarten             | Lage | Im Jahr 1909 wurde der Rosengarten im großen Tiergarten durch den Tiergarten-Direktor Felix Freudemann und den Rosenzüchter Peter Lambert angelegt. Als der Bremer Weg durch den Rosengarten im Jahr 1951 entstand, gingen ein Drittel des Gartens und die beiden Seerosenbecken verloren. Im Jahr 1974 wurde der Rosengarten umgestaltet und die Bepflanzung im Jahr 2004 grunderneuert. 2014 konnte die Restaurierung der südlichen Kolonnaden fertiggestellt werden. |
| Mitte                       | We    | Rosengarten im Schillerpark                  | Lage | Der Schillerpark wurde 1909 bis 1913 nach Plänen des Magdeburger Gartenbauarchitekten Friedrich Bauer angelegt. Den nördlichen Abschluss des Parks bildet auf einem abschüssigen Gelände eine dreistufige Terrasse, die aus Rüdersdorfer Kalkstein aufgebaut wurde. Auf der unterster Ebene wurde ein symmetrischer Rosengarten angelegt, der durch Magnolien und Zierkirschen ergänzt wurde. |
| Neukölln                    | Br    | Rosengarten im Britzer Garten                | Lage | Der Rosengarten im Britzer Garten ist 12.000 m² groß und wurde zur Bundesgartenschau 1985 angelegt. Dort werden Duft- und Schnittrosen, Hecken-, Wild- und Parkrosen und auch historische Rosensorten gezeigt. Außerdem ranken die Rosen an einer Pergola hoch. |
| Neukölln                    | Br    | Gutspark Britz Rosarium                      | Lage | Der Gutspark Britz Rosarium wurde im Jahr 1965 eröffnet und im Jahr 2013 restauriert. Die Pergola erhielt neue Holzauflagen und ca. 5000 Rosen und Stauden wurden gepflanzt. In den Hangbereichen pflanzte man Hunderte Rosen. |
| Neukölln                    | Ne    | Rosengarten im Volkspark Hasenheide          | Lage | Der Rosengarten als Rondell entstand im Jahr 1987 neben dem Pavillon. Dort stehen Pergolen, Bänke und ein Brunnen. |
| Pankow                      | Nieds | Rosengarten im Schlosspark Niederschönhausen |      | Der Rosengarten mit Pergola wurde im westlichen Teil des Schlossparks im Jahr 1953 von Reinhold Lingner angelegt. Es war mit einem Mosaikbild von Bert Heller geschmückt gewesen. |
| Pankow                      | Pank  | Rosengarten im Bürgerpark Pankow             |      | Das große Rosenrondell liegt im Zentrum mehrerer Wege durch den Park. Die Pflanzungen sind auch Namensgeber des hier etablierten Café-Restaurants Rosengarten. |
| Pankow                      | Weißs | Rosenrabatten im Park am Weißen See          | Lage | Der Park am Weißen See besitzt in der Nähe des Strandbads Rosenrabatten mit einer Sonnenuhr aus verschiedenen Blumen, die in den 1960er Jahren angelegt wurden. 1998 erfolgten nach Plänen des Gartenplaners Christian Meyer mehrere Neuanpflanzungen: Neben einem Hang mit Sommerblühern und Waldstauden wurden auch Strauchrosenrabatten mit entsprechenden Begleitpflanzen angelegt. |
| Reinickendorf               | Tege  | Rosengarten (Berlin-Tegel)                   | Lage | Der Rosengarten befindet sich hinter der Namslaustraße 29. |
| Spandau                     | Ga    | Rosengarten der Villa Lemm                   | Lage | Der Garten der 1907/08 errichteten Villa Lemm wurde 1912/13 durch die Gartenbaufirma Ludwig Späth angelegt. Vorbild für die Gartenanlage waren oberitalienische Terrassengärten. Der Gartenbauarchitekt Carl Kempkes legte mehrere formale Rosenterrassen mit geometrisch ausgerichteten Wegen an und ergänzte den Garten durch weiße Gartenpavillons, Pergolas und Balustraden. Die Villa mit der Gartenanlage, die bis an das Ufer der Havel reichte, war bis 1933 im Besitz des jüdischen Arztes János Plesch, der 1930 im Rosengarten ein Schwimmbecken anlegen ließ. Nach dem Zweiten Weltkrieg war das Anwesen Sitz des britischen Stadtkommandanten. Die Villa mit der zugehörigen Gartenanlage gingen 1995 in Privatbesitz über. Der Garten wurde 1995 bis 1997 durch die Berliner Gartendenkmalpflege wiederhergestellt. |
| Spandau                     | Ha    | Rosengarten im Evangelischen Johannesstift   | Lage | Auf dem Gelände des evangelischen Johannesstifts befindet sich ein Rosengarten. |
| Spandau                     | Kl    | Rosengarten im Landhausgarten Dr. Fränkel    | Lage | Die 2,97 ha große Gartenanlage mit ehemaliger Landhausvilla Dr. Fränkel entstand um 1930. Im Frühjahr 2016 wurde der denkmalgeschützte Garten nach umfangreichen Sanierungsarbeiten mit Besucherzentrum für die Öffentlichkeit wiedereröffnet. Der Rosengarten ist geschützt mit einer Hainbuchenhecke und befindet sich oberhalb des Gartens. Zudem ist es die erste Terrasse zum Wasser hin und damit Schmuckachse des Gartens. Er verbindet den Alpinum am Hang zum landschaftlichen Erweiterungsbereich. Dort wachsen Stock- und Beetrosen in allen Farben. Der Rosengarten ist umgeben von einer großen Rasenfläche. Bevor es den Rosengarten gab befand sich an dieser Stelle ein Ziergarten. |
| Spandau                     | Sp    | Rosengarten im Wröhmännerpark                | Lage | Mitten im Wröhmännerpark befindet sich der symmetrische Rosengarten. Die Grünfläche ist mit Koniferen und Sträuchern gestaltet. |
| Steglitz- Zehlendorf        | Lifel | Rosenrondell im Lilienthalpark               | Lage | Südlich des Parks in der Nähe des Karpfenteiches befindet sich ein Rosenrondell. |
| Steglitz- Zehlendorf        | Lifel | Rosengarten im Parkfriedhof Lichterfelde     | Lage | Der Rosengarten befindet sich im Parkfriedhof Lichterfelde in der Nähe der Friedhofskapelle auf einer großen Wiese. |
| Steglitz- Zehlendorf        | Stegl | Rosengarten im Stadtpark Steglitz            | Lage | Der Rosengarten in diesem Park wird von einer Hainbuchenhecke gesäumt. Im Zentrum der Blumenanlage befindet sich ein Seerosenteich. Der Rosengarten befindet sich im östlichen Teil des Stadtparks. |
| Steglitz- Zehlendorf        | Wanns | Rosengarten im Garten der Liebermann-Villa   | Lage | Die denkmalgeschützte Liebermann-Villa steht auf einem 7000 m² umfassenden Grundstück am Wannsee. Sie wurde in den Jahren 1909/1910 erbaut und diente den Liebermanns als Sommerresidenz. Seit dem Jahr 2006 dient Villa ständig als privat geführtes Museum. Der Rosengarten dient als dritter Heckengarten. Die Rosen werden als Anpassung an den Klimawandel in modernen Sorten jedoch nach altem Vorbild ersetzt. |
| Steglitz- Zehlendorf        | Wanns | Ergänzungs-Rosengarten auf der Pfaueninsel   | Lage | Die Rosensammlung auf der Pfaueninsel geht auf einen Berliner Arzt zurück, der in Berlin in der Behrenstraße 48 bis zum Jahr 1821 eine der bekanntesten Rosensammlungen hatte. Der preußische König Friedrich Wilhelm III. zeigte an dieser Rosensammlung Interesse und beauftragte seinen Hofgärtner Peter Joseph Lenné, sie zu begutachten. Das Gutachten ergab, dass es sich um 1100 Hochstämme in freier Erde bzw. in Töpfen und 9000 Strauchrosen von ca. 200 Arten von Rosen handelt. Im Jahr 1821 ließ der König die Rosen aufkaufen. Mit diesen legte Lenné auf der Pfaueninsel einen Rosengarten an. Er gilt als der erste Rosengarten in Preußen und zugleich als der schönste in Europa. Die letzten Rosenbestände wurden bis zum Jahr 1924 von den Besuchern der Insel herausgezupft und gingen verloren. Im Jahr 1989 wurde der Rosengarten zum 200. Geburtstag von Lenné restauriert und es entstand ein Ergänzungs-Rosengarten mit 300 Rosensorten. Im Jahr 2007 kam in den Ergänzungs-Rosengarten eine Wildrosensammlung mit 50 Rosensorten. |
| Steglitz- Zehlendorf        | Wanns | Rosengarten auf der Pfaueninsel              | Lage | Die Rosensammlung auf der Pfaueninsel geht auf einen Berliner Arzt zurück, der in Berlin in der Behrenstraße 48 bis zum Jahr 1821 eine der bekanntesten Rosensammlungen hatte. Der preußische König Friedrich Wilhelm III. zeigte an dieser Rosensammlung Interesse und beauftragte seinen Hofgärtner Peter Joseph Lenné, sie zu begutachten. Das Gutachten ergab, dass es sich um 1100 Hochstämme in freier Erde bzw. in Töpfen und 9000 Strauchrosen von ca. 200 Arten von Rosen handelt. Im Jahr 1821 ließ der König die Rosen aufkaufen. Mit diesen legte Lenné auf der Pfaueninsel einen Rosengarten an. Er gilt als der erste Rosengarten in Preußen und zugleich als der schönste in Europa. Die letzten Rosenbestände wurden bis zum Jahr 1924 von den Besuchern der Insel herausgezupft und gingen verloren. Im Jahr 1989 wurde der Rosengarten zum 200. Geburtstag von Lenné restauriert und es entstand ein Ergänzungs-Rosengarten mit 300 Rosensorten. Im Jahr 2007 kam in den Ergänzungs-Rosengarten eine Wildrosensammlung mit 50 Rosensorten. |
| Tempelhof- Schöneberg       | Mf    | Rosengarten im Volkspark Mariendorf          | Lage | Nach der Einweihung des Volksparks Mariendorf im Juni 1931 wurde in den Jahren 1933/34 der Stauden- und Rosengarten gestaltet. |
| Tempelhof- Schöneberg       | Th    | Rosengarten im Alter Park                    | Lage | Der Rosengarten wurde im Jahr 1952 vom Gartenamtsleiter Bernhard Kynast angelegt. |
| Tempelhof- Schöneberg       | Th    | Rosengarten im Franckepark                   | Lage | Zwischen den Hausdurchgängen der Theodor-Francke-Straße 5 und 6 führt ein Weg zum rechteckigen Rosengarten, der nach Kriegszerstörungen in modifizierter Form wieder hergestellt wurde. Mittig im Rosengarten befindet sich ein im Jahr 1930 von Albert Wille geschaffener Brunnen aus Muschelkalkstein auf oktogonalem Grundriss. Auf dem Brunnen erhebt sich eine Eulenfigur aus Bronze von Egon Stolterfoth aus dem Jahr 1965. Der erhöhte Rosengarten ist von einer Hecke umgeben, weist östlich einen halbrunden Sitzplatz auf, der einen großartigen Blick über die ausgemuldete Liegewiese bis zur Talsenke gestattet. |
| Tempelhof- Schöneberg       | Th    | Rosengarten in der Gartenstadt Neu-Tempelhof | Lage | Im Jahr 1926 entstand ein Rosengarten am Rumeyplan als formaler Sondergarten im Parkring Neu-Tempelhof. Der Gartenarchitekt Rudolf Fischer pflanzte auf acht Beeten weiße und rote Rosen. Rosenbögen mit Kletterrosen umgaben die Bronzeskulptur Eva. Im Zweiten Weltkrieg wurde der Rosengarten zerstört. Als im Jahr 2006 der Parkring e. V. gegründet wurde, entstand die Idee, den Rosengarten wiederaufzubauen. Für den Wiederaufbau wurde der Gartenarchitekt Hartmut Teske auf Basis der historischen Ausstattung beauftragt. Er entwarf auf dieser Grundlage den neuen Rosengarten mit kleinen Vereinfachungen. Seit 2010 kümmert sich Parkring e. V. um den Rosengarten. |
| Treptow- Köpenick           | AT    | Rosengarten im Treptower Park                | Lage | Der erste im Park angelegte Rosengarten entstand nach Plänen des städtischen Gartendirektors Gustav Meyer mit einer ovalen Wiese zur sportlichen Betätigung. Die Schmuckanlage wurde im Zweiten Weltkrieg zerstört und nicht wieder hergestellt. Erst zum 20. Jahrestag der DDR im Jahr 1969 wurde nach einem Entwurf von Hubert Matthes der streng geometrische Garten mit 25.000 Rosen wieder angelegt. Im Jahr 1973 erhielt der Rosengarten zusätzliche Rosenpflanzungen im südöstlichen Teil und wurde damit (entgegen dem ursprünglichen Konzept) in Rasenflächen erweitert. Von 1988 bis 1989 wurde der Rosengarten mit neuen Rosen bepflanzt, weil der Kronen- und Wurzeldruck der alten Bäume und die Bodenmüdigkeit immer größere Lücken auf den Beeten bewirkte. In den 2000er und 2010er Jahren erfolgten im Garten Rekonstruktions- und Wiederherstellungsarbeiten. |